# Эриво, Закари
Закари Эриво (фр. и англ. Zachary Herivaux, яп. ザクリー・エリボ; 1 февраля 1996, Суйта, Осака, Япония) — гаитянский футболист, центральный полузащитник клуба «Тампа-Бэй Раудис» и сборной Гаити.

## Биография

### Ранние годы и начало карьеры
Его отец Педро, бывший гаитянский футболист, познакомился с его матерью Мики, когда играл в Японии. Закари родился там же, но, когда ему было три года, семья переехала в США — в Бруклайн, штат Массачусетс. Теннисистки сёстры Осака — Мари и Наоми — приходятся ему кузинами.
Занимался в футбольной школе Шалри Джозефа. В академию клуба MLS «Нью-Инглэнд Революшн» пришёл в 2011 году.

### Клубная карьера
2 мая 2015 года «Нью-Инглэнд Революшн» подписал с Эриво контракт по правилу доморощенного игрока. В клубе он взял себе номер 21 в честь бывшего капитана команды Шалри Джозефа. Его профессиональный дебют состоялся 17 июня 2015 года в матче четвёртого раунда Открытого кубка США против «Шарлотт Индепенденс», в котором он заменил на 87-й минуте Дайго Кобаяси. В ноябре—декабре 2015 года тренировался в партнёрском клубе «Нью-Инглэнд Революшн» — лиссабонском «Спортинге». В MLS дебютировал 20 марта 2016 года в матче против «Филадельфии Юнион», выйдя на замену в концовке. 15 июня 2016 года в матче Открытого кубка США против «Каролины Рэйлхокс» забил свой первый гол в профессиональной карьере — мяч, забитый на 103-й минуте овертайма, вывел «Революшн» в 1/8 финала розыгрыша.
21 апреля 2017 года Эриво отправился в аренду в клуб USL «Сан-Антонио». Дебютировал за техасский клуб 25 апреля в матче против «Сиэтл Саундерс 2». 28 апреля в матче против «Портленд Тимберс 2» забил свой первый гол в USL. Из аренды вернулся в «Нью-Инглэнд» летом.
14 марта 2019 года Эриво был арендован клубом лиги USL Championship «Бирмингем Легион». Дебютировал за алабамский клуб 16 марта в матче против «Оттавы Фьюри». Свой первый гол за «Легион» забил 23 октября в матче плей-офф против «Норт Каролины».
По окончании сезона 2019 контракт Эриво с «Нью-Инглэнд Революшн» истёк.
24 января 2020 года Эриво вернулся в «Сан-Антонио», подписав контракт на сезон 2020.
31 марта 2021 года Эриво вернулся в «Бирмингем Легион». По окончании сезона 2021 контракт Эриво с «Бирмингем Легион» истёк, но 1 февраля 2022 года клуб перезаключил контракт с игроком.
8 декабря 2022 года Эриво подписал контракт с клубом «Тампа-Бэй Раудис». Дебютировал за «Раудис» 11 марта 2023 года в матче стартового тура сезона против «Инди Илевен». 18 марта в матче против «Ориндж Каунти» забил свой первый гол за «Раудис».

### Международная карьера
В составе сборной Гаити до 21 года участвовал в футбольном турнире Игр Центральной Америки и Карибского бассейна 2014.
В составе сборной Гаити до 20 лет участвовал в молодёжном чемпионате КОНКАКАФ 2015.
В октябре 2015 года в составе сборной Гаити до 23 лет участвовал в отборочном турнире Олимпийских игр 2016.
Эриво был включён в предварительную заявку сборной Гаити на Кубок Америки 2016, однако в финальный список не попал.
За сборную Гаити дебютировал 10 октября 2017 года на товарищеском турнире Кубок Кирин в Японии в матче со сборной хозяев.
Эриво был включён в состав сборной Гаити на Золотой кубок КОНКАКАФ 2019.
Был включён в состав сборной на Золотой кубок КОНКАКАФ 2021.

## Статистика выступлений

### Клубная статистика
| Выступление               | Выступление      | Выступление      | Лига | Лига | Плей-офф | Плей-офф | Кубок | Кубок | ЛЧ КОНКАКАФ | ЛЧ КОНКАКАФ | Итого | Итого |
| Клуб                      | Лига             | Сезон            | Игры | Голы | Игры     | Голы     | Игры  | Голы  | Игры        | Голы        | Игры  | Голы  |
| ------------------------- | ---------------- | ---------------- | ---- | ---- | -------- | -------- | ----- | ----- | ----------- | ----------- | ----- | ----- |
| Нью-Инглэнд Революшн      | MLS              | 2015             | 0    | 0    | 0        | 0        | 1     | 0     | —           | —           | 1     | 0     |
| Нью-Инглэнд Революшн      | MLS              | 2016             | 5    | 0    | —        | —        | 4     | 1     | —           | —           | 9     | 1     |
| Нью-Инглэнд Революшн      | MLS              | 2017             | 0    | 0    | —        | —        | 2     | 1     | —           | —           | 2     | 1     |
| Нью-Инглэнд Революшн      | MLS              | 2018             | 5    | 0    | —        | —        | 1     | 0     | —           | —           | 6     | 0     |
| Нью-Инглэнд Революшн      | MLS              | 2019             | 0    | 0    | —        | —        | —     | —     | —           | —           | 0     | 0     |
| Нью-Инглэнд Революшн      | Итого            | Итого            | 10   | 0    | 0        | 0        | 8     | 2     | —           | —           | 18    | 2     |
| Сан-Антонио (аренда)      | USL              | 2017             | 5    | 1    | 0        | 0        | 0     | 0     | —           | —           | 5     | 1     |
| Сан-Антонио (аренда)      | Итого            | Итого            | 5    | 1    | 0        | 0        | 0     | 0     | —           | —           | 5     | 1     |
| Бирмингем Легион (аренда) | USLC             | 2019             | 21   | 0    | 2        | 1        | —     | —     | —           | —           | 23    | 1     |
| Бирмингем Легион (аренда) | Итого            | Итого            | 21   | 0    | 2        | 1        | —     | —     | —           | —           | 23    | 1     |
| Сан-Антонио               | USLC             | 2020             | 8    | 0    | 0        | 0        | —     | —     | —           | —           | 8     | 0     |
| Сан-Антонио               | Итого            | Итого            | 8    | 0    | 0        | 0        | —     | —     | —           | —           | 8     | 0     |
| Бирмингем Легион          | USLC             | 2021             | 24   | 1    | 1        | 0        | —     | —     | —           | —           | 25    | 1     |
| Бирмингем Легион          | USLC             | 2022             | 30   | 1    | 1        | 0        | 0     | 0     | —           | —           | 31    | 1     |
| Бирмингем Легион          | Итого            | Итого            | 54   | 2    | 2        | 0        | 0     | 0     | —           | —           | 56    | 2     |
| Тампа-Бэй Раудис          | USLC             | 2023             | 6    | 1    | —        | —        | 1     | 0     | —           | —           | 7     | 1     |
| Тампа-Бэй Раудис          | Итого            | Итого            | 6    | 1    | —        | —        | 1     | 0     | —           | —           | 7     | 1     |
| Всего за карьеру          | Всего за карьеру | Всего за карьеру | 104  | 4    | 4        | 1        | 9     | 2     | —           | —           | 117   | 7     |

### Международная статистика
| Команда | Год   | Игры | Голы |
| ------- | ----- | ---- | ---- |
| Гаити   |       |      |      |
| 2017    | 2     | 0    |      |
| 2018    | 4     | 0    |      |
| 2019    | 11    | 0    |      |
| 2021    | 2     | 0    |      |
| Всего   | Всего | 19   | 0    |